# Dwór Olszynka
Dwór Olszynka – zabytkowy dwór w Gdańsku. Mieści się w dzielnicy Olszynka przy ul. Olszyńskiej 37.

## Historia
Zbudowany został w stylu klasycystycznym w 1802 roku. Przed II wojną światową dwór był własnością Neufelda. Od 1973 figuruje w rejestrze zabytków. We wrześniu 2013 roku dwór został przekazany zborowi zielonoświątkowców w użytkowanie na 50 lat. Obecnie działa tu Centrum Chrześcijańskie Nowe Życie. Planowane jest także otwarcie w Izby Dziedzictwa Kulturowego Mennonitów, którzy działali na tych terenach.